# ذراع العداني (حبيش)

تعديل مصدري - تعديل

ذراع العداني محلة تابعة لقرية راس العزلة، التابعة لعزلة وادي المعقاب بمديرية حبيش إحدى مديريات محافظة إب في الجمهورية اليمنية، بلغ تعداد سكانها 42 حسب تعداد اليمن لعام 2004.